# Cunonia rupicola
Cunonia rupicola är en tvåhjärtbladig växtart som beskrevs av Hoogland. Cunonia rupicola ingår i släktet Cunonia och familjen Cunoniaceae. Inga underarter finns listade i Catalogue of Life.